# Pirosszárú ligetszépe
A pirosszárú ligetszépe (Oenothera rubricaulis) a ligetszépe (Oenothera) növénynemzetség egyik faja, melynek példányai Magyarországon is előfordulnak mint adventív növények. A faj vörösszárú ligetszépe néven is ismert. Egyes  rendszerezők és botanikai adatbázisok a pirosszárú ligetszépét a parlagi ligetszépe (Oenothera biennis) egyik alfajának tartják, vagy akár azonosnak vélik vele.

## Jellemzése
Lágy szárú növény, felálló szára jellemzően vörös, illetve vörös pettyes csakúgy, mint fiatal virágzati tengelye és fiatal termései. Szárlevelei laposak, esetleg enyhén hullámosak s középerük szintén vörös. A virágok sziromlevelei sárgák, 15–20 mm hosszúak, s hosszabbak, mint szélesek; a csészelevelek zöldek, s mintegy 3 cm hosszú, vékony, a virágzati tengelytől ívesen elálló cimpákkal rendelkeznek.

## Élőhelye
Magyarországon, hasonlóan a többi ligetszépefajhoz, adventív, s gyomtársulások tagjaként gyakran fordul elő az ember által megbolygatott talajú, romtalajú (ruderális) területeken, illetve árterekben. Nagyobb populációi Budapest és Szolnok környékén ismertek.